# Штрицельмаркт

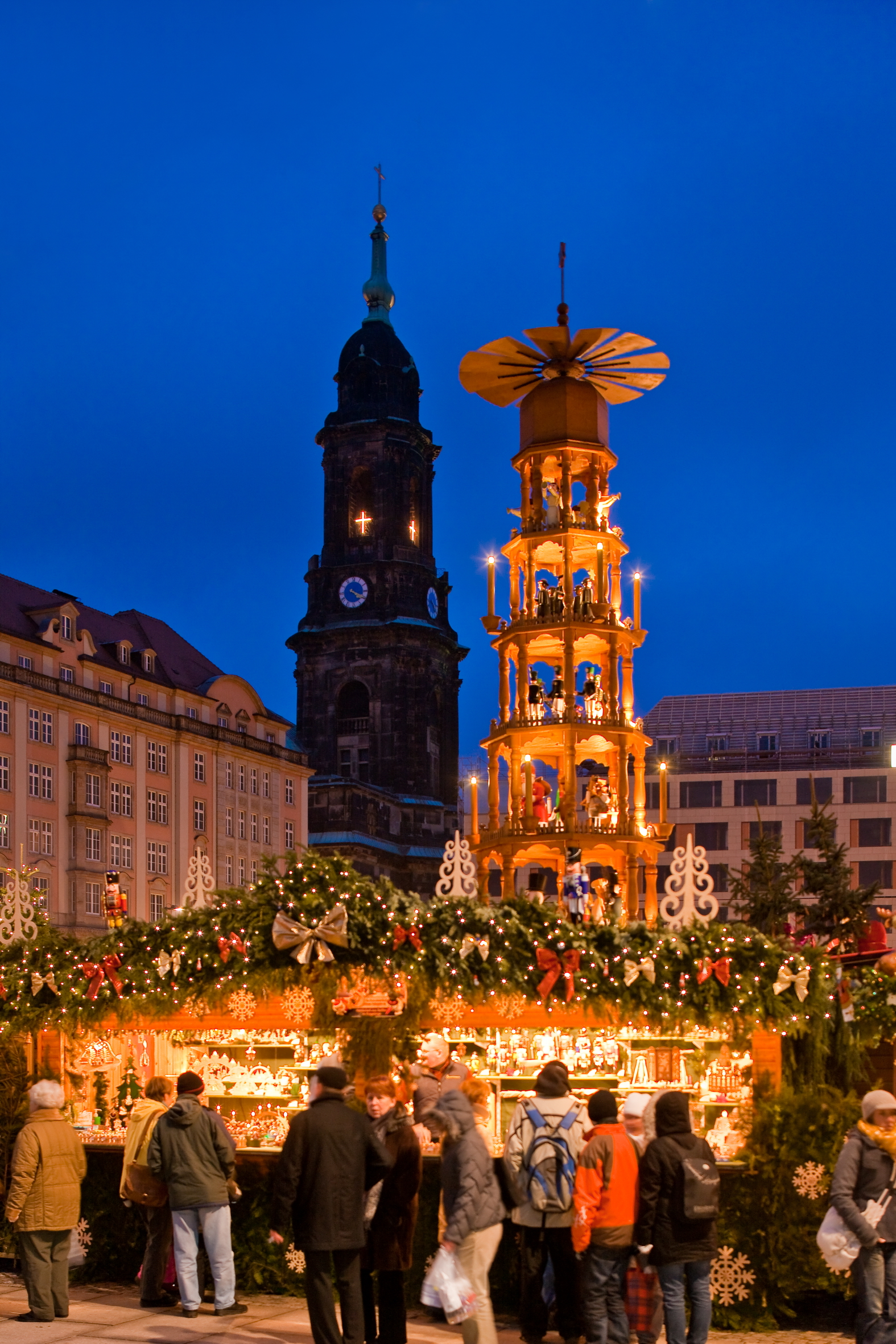
Вид на Штрицельмаркт і найбільшу в світі дерев'яну різдвяну піраміду

Штрицельмаркт (нім. Striezelmarkt) — найстаріший в Німеччині та один з найвідоміших у Європі різдвяний ярмарок, який проводиться щороку в Дрездені в різдвяний час (з кінця листопада по 24 грудня).
Штрицельмаркт був вперше згаданий в 1434 році при курфюрсті Саксонії Фрідріху II. У той час він проводився щопонеділка перед Різдвом. У минулих століттях він розвинувся у великій традиційний ринок з більш ніж 250 кіосками, які займають значну частину центру Дрездену. Зараз Штрицельмаркт відвідують щорічно більш як 2 млн відвідувачів з усього світу.
На Штрицельмаркті дбайливо дотримуються різноманітні старовинні традиції, а продаються тут вироби майстрів-ремісників з околиць Дрездену, які славляться по всій Німеччині. У центрі ринку стоїть велика ялина і найбільша у світі дерев'яна різдвяна піраміда, а також чотири традиційних різдвяних фігури: сніговик, лускунчик, рудокоп і сливова людина — типові символи Різдва. В центрі ярмарку на сцені встановлено величезний різдвяний календар у формі казкового замку. Щодня на ринку проводяться культурні заходи: концерти, конкурси.
Типові частування Штріцельмаркту — дрезденський штолен, фігурки з шоколаду, фрукти в шоколаді, сливові чоловічки, саксонські сирники і пончики, смажені мигдаль і каштани, гарячі закуски (німецькі ковбаски, шашлики). Від холоду відвідувачі рятуються глінтвейном (Glühwein) і пуншем. У кіосках пропонуються традиційні різдвяні товари: ялинкові прикраси, вироби місцевих художніх промислів, як, наприклад, різдвяні вертепи, традиційні різдвяні аркові канделябри, різдвяні піраміди та різдвяні димлячі чоловічки.